# Alex Marenga
Alex Marenga (Roma, 7 aprile 1964) è un produttore discografico, chitarrista, videomaker e conduttore radiofonico italiano.

## Carriera da musicista
Alex Marenga aka AMPTEK ha studiato chitarra jazz con Eddy Palermo e Umberto Staibano, e armonia con Amedeo Tommasi ed Ettore Gentile. Nel corso degli anni ‘80 ha collaborato con numerose figure del nuovo jazz e del rock italiano; nel 1990 incide il disco omonimo con il gruppo neo-prog Simmetrie e per un breve periodo collabora con il gruppo dark ”Epsilon Indi”. 
Nei primi anni ’90 entra a far parte dell’ensemble di improvvisazione “Frammenti di Caos” con i quali prende parte a vari eventi della nascente scena “techno” italiana, collaborando anche con il regista Cosimo Alemà.
Nel 1997 incide il suo primo extended play per l’etichetta del dj Marco Passarani, la Nature Records, intitolato “Narcos” e contemporaneamente avvia l’etichetta indipendente Eclectic, insieme al tastierista produttore Marco Lops, con la quale realizza il primo di numerosi lavori solistici intitolato “Declassified” entrambi pubblicati con lo pseudonimo “Amptek”. In questa fase partecipa a vari eventi dell’underground elettronico romano e a rave party.
Nel 1998 entra a far parte del collettivo “Entropia”, che si prefigge di contaminare i nuovi suoni dell’elettronica con altre influenze, dal jazz alla musica da film, e pubblica il suo primo album “Imaginary Solution” (Eclectic Records, 1998).
“Entropia” sarà al centro di numerose collaborazioni e attorno al nucleo centrale ruoteranno vari musicisti e dj. “Entropia” ha realizzato anche colonne sonore per il teatro, la danza, la televisione e il cinema indipendente, tra le quali “L’uomo nella macchina da presa” di Michele de Angelis (2017).
Nel 2001 dà vita al progetto electro-techno “Auto.vox” con il dj Marco Micheli e negli anni successivi utilizza numerosi pseudonimi per produzioni discografiche collaterali.
Nel 2006 entra a far parte di “Etruria Criminale Banda” orchestra guidata dal compositore-trombettista Giovanni di Cosimo.
Nel 2013 con il tastierista Marco Lops (aka Dr.Lops) dà vita al side-project “Entropia Techno Department” con il quale realizza una serie di EP orientati alla musica dance sperimentale e con il quale prende parte al festival ADE 2018 ad Amsterdam.
Nel 2016 realizza la colonna sonora per il film indipendente “Made in Trullo” di Bruno Pace dedicato alla rinascita culturale della borgata romana del Trullo (Roma).
Nel 2017 è tra i fondatori di “Electronic Blues Foundation” un progetto di contaminazione fra blues ed elettronica. 
Oltre a numerose performance in cui compare come chitarrista o tastierista nel 2018 collabora, per una serie di eventi dal vivo, con la cantante Sainkho Namtchylak e il polistrumentista Mauro Tiberi.

## Altre attività
Come conduttore radiofonico ha realizzato vari format dedicati alla “popular music” e alla musica da film, collaborando con il critico cinematografico Giona A. Nazzaro, su una serie di emittenti dell’etere romano e dando vita alla trasmissione “The Zone” dedicata alla musica elettronica.
Nel 2005 ha girato circa 42 fra documentari e contenuti extra per edizioni in DVD dedicate al cinema italiano di genere iniziando ad operare nel campo della video-arte. 
Fortemente interessato alla cultura psichedelica e alla pop-art ha realizzato numerose produzioni sperimentali per le performance live dei suoi progetti musicali basate sul trattamento digitale delle immagini. 
Nel novembre del 2015 per la rassegna di arte contemporanea “Teatri di Vetro” è stata ospitata una sua retrospettiva presso il MACRO (Museo di Arte Contemporanea) di Via Nizza a Roma.
Con il suo video psichedelico “Plastic Mother Nature” è stato invitato come guest artist alla rassegna “ArtRooms Fair” Roma 2018 e nel gennaio 2019 ha preso parte ad “ArtRooms Fair” London. 
Nel novembre del 2018 una serie di video, fra cui l’inedito “Empty”, sono stati proiettati nella rassegna “Wolf Vostell and Contemporary Friends” presso il MACRO Asilo di Via Nizza a Roma.

## Discografia

### Come Amptek (Album)
- 1998 - Mikrokosmos (Eclectic)
- 2005 - Environmental Effects (Eclectic)
- 2006 - Body Eclectic (Eclectic)
- 2008 - Haxan (Eclectic)
- 2008 - Music For Films Vol.1 (Eclectic)
- 2008 - Natural Elements (Eclectic)
- 2009 - Mikrokosmos Vol. 2 (Eclectic)
- 2009 - The Demolished Man (Eclectic)
- 2010 - The Eclipse of the Reason (Eclectic)
- 2010 - Strategies to Manipulate your Mind (Eclectic)
- 2010 - Artificial Enemy (Eclectic)
- 2011 - Worlds in Collision vol.1 (Eclectic)
- 2012 - Hemispheres (Eclectic)
- 2012 - Worlds in Collision vol.2 (Eclectic)
- 2013 - Dreams That Money Can Buy (Eclectic)
- 2014 - Altered State Of Mind (Eclectic)
- 2015 - Tracks of Future Past (Eclectic)
- 2016 - Plastic Mother Nature (Eclectic)
- 2017 - A Collection of Summer Hits (Eclectic) (compilation)
- 2017 - Into the Dark Drones vol.1 (with Mauro Tiberi) (Eclectic)
- 2017 - A Collection of Summer Hits (Eclectic)
- 2018 - Mind Tricks (Eclectic)

### Come Amptek (EP)
- 1997 - Narcos (Nature Records)
- 1998 - Declassified (Eclectic)
- 2011 - Technocracy (Eclectic)
- 2014 - Unlimited Growth Increases The Divide (Eclectic)
- 2018 - Kali Yuga (Eclectic)

### Come Alex Marenga
- 2017 - Music for Augmented Guitars (Eclectic)
- 2017 - Made in Trullo Original Soundtrack (Eclectic)

### Con altri progetti
- SIMMETRIE: SIMMETRIE (Vinyl, Album) (Angel Records, 1990)
- ENTROPIA: Imaginary Solutions (CD, Album) (Eclectic, 1998)
- ENTROPIA: Vertical Invader (CD, Album) (Eclectic, 2003)
- ENTROPIA: with Daniele Amenta: Automatismi (CD, Album) (Eclectic, 2004)
- AUTO.VOX: Telefunk (CD, Album) (Eclectic, 2005)
- ENTROPIA: The Eclectic Ultimate Cinedelic Experience (Funky Cops & Hard Boiled Girls)/The Last Round (Eclectic/Noshame Films, 2005)
- ENTROPIA: Shockwaves (Eclectic, 2010)
- ENTROPIA: The Last Round (CD, Album) (Eclectic, 2011)
- ENTROPIA: Eclectic Surrealism (Eclectic, 2011)
- AUTO.VOX: Mindboard (Eclectic, 2011)
- ENTROPIA: Archaic Chants From the Technological Age with Mauro Tiberi (CD, Album) (Eclectic, 2012)
- ENTROPIA: The Decline of Western Civilization (CD, Album) (Eclectic, 2013)
- ENTROPIA: Recovered (CD, Album) (Eclectic, 2014)
- ENTROPIA: Soundcapes and Soundtracks (CD, Album) (Eclectic, 2014)
- ENTROPIA: WITH NICOLA ALESINI: Live in Calcatronica (CD, Album) (Eclectic, 2015)
- ENTROPIA: with IVAN MACERA & DEBORA LONGINI: Between Lands (CD, Album) (Eclectic, 2015)
- ENTROPIA: TECHNO DEPARTMENT: CONNECTIONS TO THE WORLD (EP) (Eclectic, 2015)
- ENTROPIA: HERETIC (EP) (Eclectic, 2016)
- ENTROPIA: "Live at Electric Cirkus" (Eclectic Productions, 2016)
- ENTROPIA: October is Coming (Eclectic Productions, 2017)
- ENTROPIA: A Young Person's Guide to Entropia (Eclectic Productions, 2017)